# سقلمه‌چی
سقلمه چی
طایفه‌ای   کوه‌نشین  که در منطقه کوهمره سرخی در حومه زندگی می‌کند.

## محل سکونت
مقر اصلی طایفه سقلمه چی در کوه دودو (دودویه) بود که به تدریج به کوهپایه دودویه منتقل شده و روستاهایی چون چشمه بردی، چنارک، (ملاحسینی یا سعادت اباد )امیرآباد و اسلام آباد را ایجاد کردند.

## افراد سرشناس
معروفترین شخصیت طایفه سقلمه چی در دوره قاجاریه ملا برفی بود که به اقتدار فراوان رسید و حکومت کل منطقه کوهمره سرخی را به دست گرفت. در زمان او، منطقه فوق به «کوهمره دودو» معروف شد.
ملا برفی به شورش علیه حکومت ناصرالدین شاه دست زد و سرانجام دستگیر و محکوم به اعدام شد. اهمیت وی تا بدان حد بود که شاه شخصاً در تلگرافخانه تهران نشست تا خبر گردن زدن ملا برفی را دریافت کند.
پس از وی، پسرش، ولی خان سقلمه چی، کلانتری منطقه کوهمره سرخی را به دست گرفت و پس از او حکومت منطقه فوق به شهباز خان سرخی رسید.
در سال‌های پس از انقلاب بخش مهمی از اعضای طایفه فوق در شهر شیراز مستحیل شده و بخشی هنوز در روستاهایشان به دامداری و کشاورزی اشتغال دارند.